# Boy Tour
Boy Tour var U2:s första turné. Den genomfördes 1980-1981.
Under de första åren efter att bandet bildades 1976, turnerade U2 på mindre klubbar i Dublin och andra städer på Irland. I december 1979 åkte de till London på turné med sin första EP Three i ryggen. I början gick det inget vidare; vid en konsert dök nio åskådare upp. Men genom en intensiv marknadsföring spreds ryktet om bandet och i februari 1980 fick U2 sitt efterlängtade skivkontrakt av Island Records.
Innan albumet Boy ens var utgivet turnerade man i Storbritannien, vilket var lyckat då mycket branschfolk såg dem och blev positivt överraskade. Under vintern 1980 åkte U2 över till USA och spelade, ibland som förband. Där var det oftast bussresor som gällde, vilket gjorde att bandet lärde känna USA:s natur och landsbygd. Detta skulle senare påverka dem mycket under musikskrivandet. U2 återvände därefter till Europa och spelade då för första gången i Sverige. När bandet under våren 1981 gjorde 60 spelningar i USA hade publikskaran ökat markant.

## Låtlista på konserten i Stockholm 9 februari 1981
1. The Ocean
2. 11 O'Clock Tick Tock
3. Touch
4. An Cat Dubh
5. Into The Heart

¤Another Time, Another Place
1. The Cry
2. The Electric Co.
3. Things To Make And Do
4. Stories For Boys
5. I Will Follow

## Spelningar
- 1980-09-06 Coventry, England, General Woolfe
- 1980-09-07 London, England, Lyceum Ballroom
- 1980-09-08 London, England, Marquee Club
- 1980-09-09 Bristol, England, Berkeley
- 1980-09-11 Hull, England, Wellington Club
- 1980-09-12 Scarborough, England, Taboo Club
- 1980-09-13 Leeds, England, Queen's Hall
- 1980-09-15 London, England, Marquee Club
- 1980-09-16 Plymouth, England, Fiesta Suite
- 1980-09-17 Penzance, England, Demelzas
- 1980-09-18 Totnes, England, Civic Hall
- 1980-09-19 Stroud, England, Marshall Rooms
- 1980-09-21 Wollaston, England, Nag's Head
- 1980-09-22 London, England, Marquee Club
- 1980-09-23 Sheffield, England, Limit Club
- 1980-09-24 Birmingham, England, Bogart's
- 1980-09-25 Liverpool, England, Brady's
- 1980-09-26 Birmingham, England, Cedar Ballroom
- 1980-09-27 Coventry, England, Polytechnic
- 1980-09-29 London, England, Marquee Club
- 1980-09-30 Brighton, England, Polytechnic
- 1980-10-02 Leeds, England, Fan Club
- 1980-10-03 Retford, England, Porterhouse
- 1980-10-04 London, England, School of Economics
- 1980-10-05 London, England, Half Moon Club
- 1980-10-07 Nottingham, England, Boat Club
- 1980-10-09 Manchester, England, Polytechnic
- 1980-10-11 London, England, Kingston Polytechnic
- 1980-10-14 Hilversum, Nederländerna, KRO Studios
- 1980-10-15 Amsterdam, Nederländerna, The Milkyway
- 1980-10-16 Groningen, Nederländerna, Vera
- 1980-10-17 Apeldoorn, Nederländerna, Gigant
- 1980-10-18 Bryssel, Belgien, Klarick
- 1980-10-19 London, England, Lyceum Ballroom
- 1980-11-07 Exeter, England, University
- 1980-11-08 Southampton, England, University
- 1980-11-09 London, England, Moonlight Club
- 1980-11-11 Canterbury, England, Kent University
- 1980-11-13 Sheffield, England, Limit Club
- 1980-11-14 Kidderminster, England, Town Hall
- 1980-11-15 Bristol, England, Polytechnic
- 1980-11-18 Reading, England, University
- 1980-11-19 Wolverhampton, England, Polytechnic
- 1980-11-20 Blackpool, England, Polytechnic
- 1980-11-21 Edinburgh, Skottland, Nite Club
- 1980-11-22 Liverpool, England, Brady's
- 1980-11-24 Coventry, England, Polytechnic
- 1980-11-26 Hulme, England, Old Playhouse Theatre
- 1980-11-26 London, England, Marquee Club
- 1980-11-28 Birmingham, England, Aston University
- 1980-11-29 Stoke, England, Keele University
- 1980-11-30 Brighton, England, Jenkinson's
- 1980-12-02 London, England, Hammersmith Palais
- 1980-12-03 Paris, Frankrike, Pavillon Baltard
- 1980-12-06 New York, NY, USA, The Ritz
- 1980-12-07 Washington, DC, USA, Bayou Club
- 1980-12-08 Buffalo, NY, USA, Stage One
- 1980-12-09 Toronto, Kanada, El Mocambo
- 1980-12-11 New York, NY, USA, Mudd Club
- 1980-12-12 Providence, RI, USA, Main Event
- 1980-12-13 Boston, MA, USA, Paradise Theater
- 1980-12-14 New Haven, CT, USA, Toad's Place
- 1980-12-15 Philadelphia, PA, USA, Bijou Cafe
- 1980-12-17 Belfast, Nordirland, Ulster Hall
- 1980-12-18 Galway, Irland, Leisureland
- 1980-12-19 Sligo, Irland, Baymount
- 1980-12-20 Cork, Irland, Downtown Kampus
- 1980-12-22 Dublin, Irland, TV Club
- 1981-01-23 Belfast, Nordirland,
- 1981-01-24 Glasgow, Skottland, Strathclyde University
- 1981-01-25 Edinburgh, Skottland, Valentino's Club
- 1981-01-26 York, England, University York
- 1981-01-27 Manchester, England, Polytechnic
- 1981-01-28 Norwich, England, University of East Anglia
- 1981-01-29 Northampton, England, Iron Horse
- 1981-01-30 Loughborough, England, Loughborough University
- 1981-01-31 St Albans, England, City Hall
- 1981-02-01 London, England, Lyceum Ballroom
- 1981-02-09 Stockholm, Sverige, Underground
- 1981-02-10 Bryssel, Belgien, Beursschouwburg
- 1981-02-11 Amsterdam, Nederländerna, Paradiso
- 1981-02-12 Haag, Nederländerna, Paard Van Troje
- 1981-02-13 Rotterdam, Nederländerna, De Lantaarn
- 1981-02-14 Sittard, Nederländerna, Stadsschouwburg
- 1981-02-15 Hamburg, Tyskland, Onkel Po's Carnegie Hall
- 1981-02-17 Berlin, Tyskland, Kantkino
- 1981-02-18 München, Tyskland, Sugar Shack
- 1981-02-19 Genève, Schweiz, Salle du Fauburg
- 1981-02-20 Paris, Frankrike, École National Des Travaux
- 1981-02-21 Paris, Frankrike, Le Palace
- 1981-03-03 Washington, DC, USA, Bayou Club
- 1981-03-04 Philadelphia, PA, USA, Bijou Cafe
- 1981-03-05 Albany, NY, USA, J.B. Scott's
- 1981-03-06 Boston, MA, USA, Paradise Theater
- 1981-03-07 New York, NY, USA, The Ritz
- 1981-03-09 Montréal, Kanada, Le Club
- 1981-03-10 Ottawa, Kanada, Barrymore's
- 1981-03-11 Toronto, Kanada, Maple Leaf Ballroom
- 1981-03-14 San Diego, CA, USA, Globe Theatre
- 1981-03-15 Reseda, CA, USA, Country Club
- 1981-03-16 Anaheim, CA, USA, Woodstock
- 1981-03-18 San José, CA, USA, State College Auditorium
- 1981-03-19 San Francisco, CA, USA, The Old Waldorf
- 1981-03-20 San Francisco, CA, USA, The Old Waldorf
- 1981-03-22 Portland, OR, USA, Fog Horn
- 1981-03-23 Seattle, WA, USA, Astor Park
- 1981-03-24 Vancouver, Kanada, Commodore Ballroom
- 1981-03-26 Salt Lake City, UT, USA, New Faces Club
- 1981-03-28 Denver, CO, USA, Rainbow Music Hall
- 1981-03-30 Lubbock, TX, USA, The Rox
- 1981-03-31 Austin, TX, USA, The Club Foot
- 1981-04-01 Houston, TX, USA, Cardi's
- 1981-04-02 Dallas, TX, USA, Bijou Cafe
- 1981-04-03 Oklahoma City, OK, USA, Quicksilver's
- 1981-04-04 Tulsa, OK, USA, Caine's Ballroom
- 1981-04-06 Kansas City, MO, USA, Uptown Theater
- 1981-04-07 St. Louis, MO, USA, Washington University Graham Chapel
- 1981-04-09 Minneapolis, MN, USA, Uncle Sam's
- 1981-04-10 Ames, IA, USA, Fillmore
- 1981-04-11 Chicago, IL, USA, University Of Chicago International House
- 1981-04-12 Chicago, IL, USA, Park West
- 1981-04-14 Madision, WI, USA, Merling's
- 1981-04-15 Milwaukee, WI, USA, Palm's
- 1981-04-17 Cincinnati, OH, USA, Bogart's Club
- 1981-04-18 Detroit, MI, USA, Harpo's
- 1981-04-19 Columbus, OH, USA, The Agora
- 1981-04-20 Cleveland, OH, USA, The Agora
- 1981-04-21 Pittsburgh, PA, USA, The Decade
- 1981-05-02 Gainesville, FL, USA, University Of Florida
- 1981-05-03 Tampa, FL, USA, End Zone
- 1981-05-04 Hallendale, FL, USA, The Agora
- 1981-05-06 Atlanta, GA, USA, The Agora
- 1981-05-08 New Orleans, LA, USA, Ol' Man Rivers
- 1981-05-09 Memphis, TN, USA, Poets
- 1981-05-11 Denver, CO, USA, Rainbow Music Hall
- 1981-05-13 Santa Monica, CA, USA, Civic Center
- 1981-05-15 San Francisco, CA, USA, California Hall
- 1981-05-19 Toronto, Kanada, Ryerson Theatre
- 1981-05-20 Rochester, NY, USA, Red Creek
- 1981-05-21 Buffalo, NY, USA, Uncle Sam's
- 1981-05-22 Syracuse, NY, USA, City Limits
- 1981-05-23 Albany, NY, USA, J.B. Scott's
- 1981-05-24 Hampton Beach, NH, USA, Club Casino
- 1981-05-25 Providence, RI, USA, Center Stage
- 1981-05-27 New Haven, CT, USA, Toad's Place
- 1981-05-28 Boston, MA, USA, Metro
- 1981-05-29 New York, NY, USA, Palladium
- 1981-05-31 Asbury Park, NJ, USA, Fast Lane
- 1981-06-04 Salford, England, University
- 1981-06-06 Aylesbury, England, Friars Club
- 1981-06-08 Geleen, Nederländerna, Sportpark
- 1981-06-09 London, England, Hammersmith Palais

## Låtar som spelades
De mest spelade låtarna under "Boy Tour" (ej komplett då statistik saknas):
- 11 O'Clock Tick Tock 99 gånger
- I Will Follow 86
- The Ocean 73
- Into The Heart 58
- An Cat Dubh 58
- The Electric Co. 58
- Stories For Boys 53
- Another Time, Another Place 50
- Things To Make And Do 49
- Out Of Control 48
- The Cry 48
- Twilight 48
- Boy/Girl 32
- Touch 30
- A Day Without Me 29